# The Curlew
The Curlew (« Le Courlis ») est un cycle de mélodies de Peter Warlock sur des poèmes de William Butler Yeats, composé entre 1920 et 1922. On considère généralement qu'il s'agit de l'une de ses plus belles œuvres. Le compositeur l'acheva à Cefn Bryntalch, sa maison familiale à Llandyssil, près de Montgomery au pays de Galles.
La partition s'adresse à un ténor accompagné par un ensemble instrumental à la structure inhabituelle : un quatuor à cordes (deux violons, alto et violoncelle), une flûte et un cor anglais. La position des instrumentistes sur scène indique la prépondérance des vents sur les cordes, qui se tiennent debout de chaque côté du chanteur.
The Curlew comprend quatre mélodies, un intermède instrumental séparant les deux dernières. Les poèmes sur lesquels elles sont basées (avec le premier vers entre parenthèses) sont :
- He Reproves the Curlew (O Curlew, cry no more in the air)
- The Lover Mourns for the Loss of Love (Pale brows, still hands and dim hair)
- The Withering of the Boughs (I cried when the moon was murmuring to the birds), intermède
- He Hears the Cry of the Sedge (I wander by the edge of this desolate lake)

Les quatre mélodies, qui évoquent l'amour perdu, sont mélancoliques. Un certain nombre de motifs reviennent tout au long du cycle en fonction du point final dans le texte — une technique qui structure de nombreuses autres mélodies de Warlock.
Musique et texte se marient parfaitement, à l'image des autres cycles du compositeurs, la sonorité mélancolique du cor anglais répondant à la sombre poésie de Yeats. Le traitement de l'harmonie est original, à l'image des madrigaux de Gesualdo, que Warlock admirait et auxquels il a consacré un ouvrage.
La première mélodie se caractérise par une longue introduction instrumentale, dans laquelle le cri du courlis est représenté par le cor anglais et le vanneau huppé par la flûte. Le ténor répond au cor anglais et s'oppose immédiatement au chant désolé du courlis pour conclure par ce vers : There is enough evil in the crying of wind. La troisième mélodie, la plus longue de toutes, développe de forts contrastes d'atmosphère. Aux vers désespérés, répétés deux fois et toujours placés en fin de strophe (No boughs have withered because of the wintry wind / The boughs have withered because I have told them my dreams), succède au début de la deuxième strophe un passage plus animé, plus optimiste : I know of the leafy paths that the witches take / Who come with their crowns of pearl and their spindles of wool. La partition indique que l'interprète doit dire, et non plus chanter, la dernière occurrence des deux vers : in a low voice, almost in a whisper.
L'interprétation dure environ vingt-cinq minutes.

## Sources
- https://www.universalis.fr/encyclopedie/peter-warlock/
- https://www.bbc.co.uk/programmes/b00m53sb
- https://kalliope.org/en/text/yeats2002021482